# 78 до н. е.

## Події
- Артак став 6-м царем Грузії.

## Померли
- Аршак I — 5-й цар Грузії (90—78 рр до н. е.).